# نیو لاگونا (نیومکزیکو)
نیو لاگونا (به انگلیسی: New Laguna) یک منطقهٔ مسکونی در ایالات متحده آمریکا است که در شهرستان سیبولا، نیومکزیکو واقع شده‌است. نیو لاگونا ۱٬۷۸۸٫۸۹ متر بالاتر از سطح دریا واقع شده‌است.